# كازوكي أوكاياما
كازوكي أوكاياما (باليابانية: 岡山 和輝) (مواليد 16 فبراير 1994) هو لاعب كرة قدم ياباني.

## وصلات خارجية
- كازوكي أوكاياما على موقع رابطة كرة القدم اليابانية للمحترفين (اليابانية)
- كازوكي أوكاياما على موقع Soccerway.com (الإنجليزية)
- كازوكي أوكاياما على موقع عالم كرة القدم.نت (الإنجليزية)